# 陳清吉洋樓
陳清吉洋樓，是位於金門縣金沙鎮的一棟宅第，2005年12月19日登錄為金門縣歷史建築。

## 歷史

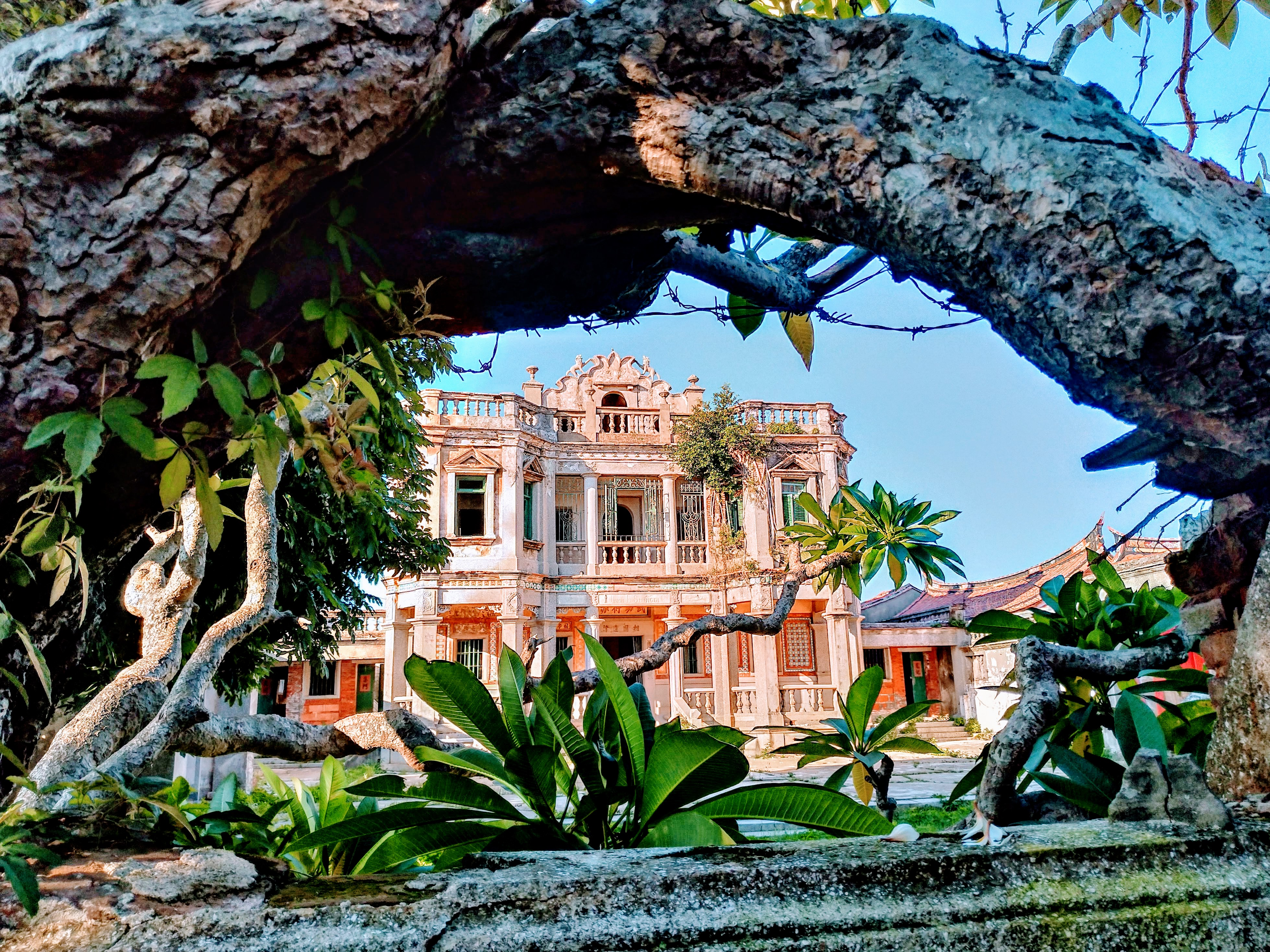
陳清吉洋樓

碧山聚落為金門地區具有閩南傳統文化之宗族聚落，村中建築依山勢緩坡而建，並在20世紀初經歷僑鄉文化的變遷後，村中開始大肆興建融合著中西建築特色的古典洋樓。
陳清吉為陳睿篆（1859~1902）之子，於母逝後，隨父前往沙美村做生意，由於陳睿篆曾與金門東埔村的陳紫車結拜，因此陳清吉年少時曾在陳紫車的帶領下前往新加坡做學徒，待成人後與同鄉人陳能合一同經營「和通商號九八行」，兩人後因爭執而拆逢後，陳清吉則獨自經營「和通商號」而致富，1928年，陳清吉曾短暫返鄉，並籌建約三十多萬白銀並委託其堂弟陳智景興建洋樓，其中木料、磚石及師傅皆來自泉州，洋樓於1928年動工，直到1931年興建完成。
1949年因國民政府退守金馬，洋樓則交由國軍作為幹訓班使用，堂弟陳智景一家搬到隔牆的古厝居住，其中1964年陳清吉先生帶妻子返金參加國慶，順便視察其洋樓，曾有感建築亟需修葺而寄壹萬元給金門縣政府修理，縣政府則將款轉給陸軍金門防衛指揮部代辦，旋交碧山駐軍營部辦理修復，然而當陳清吉去世後，由於陳清吉孫輩皆在異地，洋樓無人整修，1992年，金馬地區解除戰地政務後洋樓則閒置狀態，近年在陳智景兒子陳昆齊的保存聲浪中，建築物於2003年3月31日登錄為金門縣歷史建築，並希望該建築成為當地鄉僑與故鄉的最後見證。

## 建築風格
陳清吉洋樓建築為三塌壽式加建左右護龍的出龜洋樓，洋樓正面上刻有「Union Is Strength（團結就是力量）」英文字樣，外廊內的門楣上則有「武功衍派」、「相國遺澤」匾額，此外也有陳培松所題之「造丕基俾爾昌而幟」、東埔陳伯清秀才所題之「營新式有志事竟成」，東埔陳紫車所題「蝸盧峻曰茍曰茍又茍曰，矮屋成於斯於斯復於斯」聯對。其中建築壁面上有著花卉及水果主題的彩釉磁磚，正面的山牆型式則設計簡約的花瓣造型。

## 外部連結
- 陳清吉洋樓 - 金門觀光旅遊網 （页面存档备份，存于）
- 陳清吉洋樓 -  文化部iCulture-文化空間 （页面存档备份，存于）